# Gallorommatidae
Gallorommatidae (лат.) — ископаемое семейство наездников из инфраотряда Proctotrupomorpha отряда перепончатокрылых.

## Описание
Микроскопические насекомые (длина около 1 мм). Отличается от Mymarommatidae следующими признаками. Головная капсула равномерно склеротизована и скульптурирована, с выпуклой вершиной, плавно закруглённой в медиально вогнутый затылок; затылочное отверстие начинается от середины затылка. Мандибула не экзодонтная; в закрытом состоянии вершины жвал широко перекрываются, а дорсальный край отчётливо отделён от орального края головной капсулы. Усики самки с 13 чёткими члениками, включая 7 жгутиковых и 4 более крупных апикальных членика, которые отчётливо разделены, образуя свободную булаву.

## Систематика
Вместе с семействами †Alavarommatidae, †Dipterommatidae и Мимаромматиды выделяют в отдельное надсемейство Mymarommatoidea, иногда объединяемое с Serphitoidea, также имеющем 2-члениковый стебелёк.
- †Galloromma Schlüter, 1978[3]
  - †Galloromma agapa Kozlov and Rasnitsyn, 1979[4] — Таймырский янтарь, поздний мел (сеноман)
  - †Galloromma alavaensis Ortega-Blanco et al., 2011[5] — формация Eschucha (Испания), ранний мел (альбский ярус)
  - †Galloromma bezonnaisensis Schlüter, 1978[6] — французский янтарь (Bezonnais, Франция, поздний мел, сеноман)
  - †Galloromma kachinensis Engel and Grimaldi, 2007[7] — Бирманский янтарь, средний мел (поздний альб — ранний сеноман)
- †Cretaceomma Rasnitsyn and Azar, 2022[8]
  - †Cretaceomma libanensis Rasnitsyn and Azar, 2022 — Ливанский янтарь, ранний мел (Барремский ярус)
  - †Cretaceomma turolensis Ortega-Blanco et al., 2011 — формация Eschucha (Испания)